# Parepierus subhumeralis
Parepierus subhumeralis är en skalbaggsart som beskrevs av Cooman 1935. Parepierus subhumeralis ingår i släktet Parepierus och familjen stumpbaggar. Inga underarter finns listade i Catalogue of Life.